# Coelacanten
Coelacanten (Latimeriidae) zijn een familie van kwastvinnige vissen waarvan de soorten, op twee moderne na, alleen als fossiel bekend zijn. De beide recente soorten worden beide in het geslacht  Latimeria geplaatst: de gewone coelacant (Latimeria chalumnae) uit het westen van de Indische Oceaan, en de Indonesische coelacant (Latimeria menadoensis) uit de kustwateren rond Sulawesi. Mogelijk vormen de populaties rond Zuid-Afrika een derde soort.
Coelacanten zijn zeer vroeg in de evolutie afgesplitst van andere kwastvinnigen, wat betekent dat ze nauwer verwant zijn aan longvissen en viervoeters (amfibieën, reptielen, vogels en zoogdieren) dan aan de straalvinnigen. De coelacanten worden vaak beschouwd als levend fossiel omdat ze de enige nog levende vertegenwoordigers zijn van een verder uitgestorven vissengroep. Hoewel het lichaam vaak als 'primitief' wordt aangeduid, blijkt uit fylogenetische analyses dat hun lichaam in de loop van de evolutie niet onveranderd is gebleven.
Andere kwastvinnigen die verwant zijn aan de coelacanten, maar al sinds het Devoon zijn uitgestorven, zijn de Osteolepiformes, Porolepiformes en Panderichthys. Natuuronderzoekers gingen ervan uit dat ook de coelacanten uitgestorven zouden zijn in het Krijt, ongeveer 66 miljoen jaar geleden, maar ze werden in 1938 herontdekt in de kustwateren van Zuid-Afrika.

## Ontdekkingsgeschiedenis

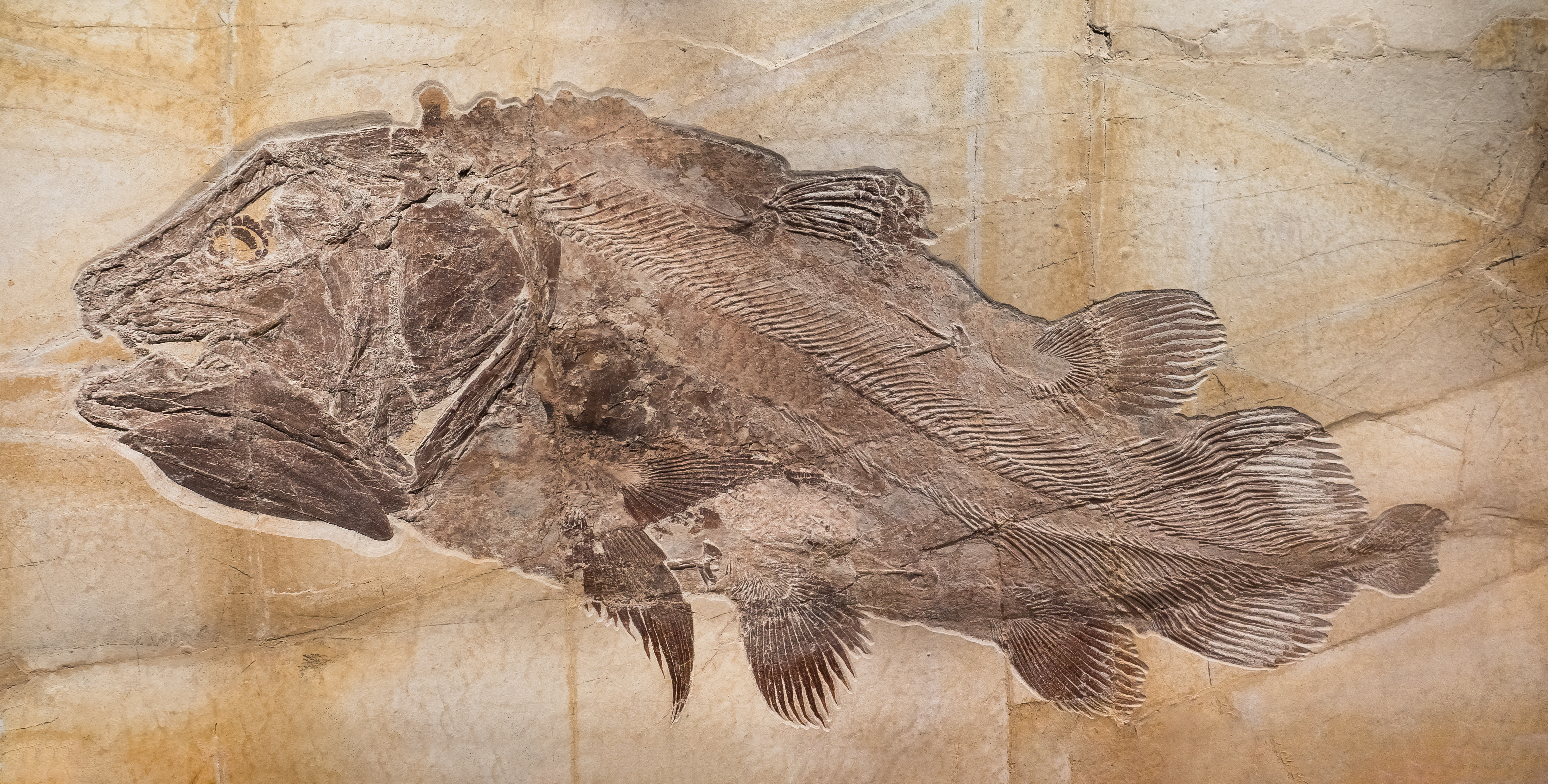
Fossiele coelacant uit het late Jura

Coelacanten gelden als het standaardvoorbeeld van een levend fossiel. Tenzij anders vermeld zijn onderstaande gegevens geldig voor Latimeria chalumnae.
Als fossiel zijn de coelacanten al veel langer bekend dan als levende dieren. De eerste beschrijving was afkomstig van paleontoloog Louis Agassiz, die in 1836 de soort Coelacanthus granulatus uit het Perm beschreef. Sindsdien zijn er verscheidene andere fossielen gevonden, doch geen enkele van na het Krijt. Overigens behoren deze fossiele coelacanten tot een andere familie, de Coelacanthidae.
Op 23 december 1938 werd in Zuid-Afrika, bij de monding van de Chalumna, door trawlerkapitein Hendrik Goosen een onbekende vis gevangen. De vis werd naar Marjorie Courtenay-Latimer van het East London Museum gebracht. Zij nam contact op met de Zuid-Afrikaanse ichtyoloog James Leonard Brierley Smith, die de vis het jaar daarop onderzocht. Zijn onderzoek bevestigde het vermoeden dat het om een coelacant ging, en hij publiceerde zijn bevindingen in Nature waarin het dier benoemd werd als Latimeria chalumnae. De geslachtsnaam eert Latimer.
Smith ging op zoek naar meer exemplaren, en in Zuid-Afrika en elders werd een beloning opgesteld voor een volgende vangst. In december 1952 werd een exemplaar gevangen bij de Comoren. Smith wist het te bemachtigen, en beschreef het exemplaar onder de naam Malania anjouae — later zou blijken dat het een iets afwijkend individu van Latimeria chalumnae betrof.
De Fransen, die de Comoren als kolonie hadden, waren woedend, en de verdere uitvoer van coelacanten werd verboden. Tot 1965 konden slechts Franse wetenschappers de vissen onderzoeken, en deze deden een minutieus onderzoek naar de anatomie van de dieren.
In National Geographic Magazine van juni 1988 zijn voor het eerst beelden gepubliceerd waarin de coelacant in zijn natuurlijke leefomgeving is te zien. Het artikel en de foto's zijn gemaakt door Hans Fricke en is getiteld 'Coelacanths: The fish that time forgot'. Fricke maakte gebruik van een speciaal voor dit doel gebouwde tweepersoonsminiduikboot, de Geo.

## Beschrijving

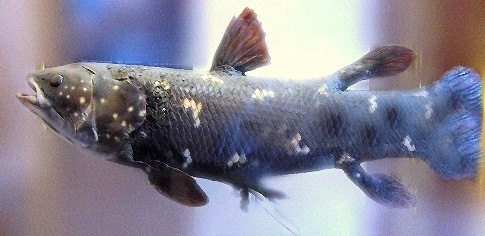
Latimeria chalumnae

Het uiterlijk van een coelacant wijkt af van dat van de meeste vissen. De bouw van de vinnen is anders. Bij de meeste straalvinnigen bestaan de vinnen uit stevige maar flexibele stralen, die aan de huid verbonden zijn. Bij kwastvinnigen zoals de coelacant is dit alleen bij de eerste rugvin het geval. De andere vinnen bestaan uit een gespierde, rond botten opgebouwde stam, die slechts aan het uiteinde een kwast van vinstralen heeft. Typisch voor de coelacanthini is een vergelijkbare, zelfstandig beweegbare vin in het midden van de staartvin. Het dier heeft geen echte ruggengraat maar een chorda dorsalis.

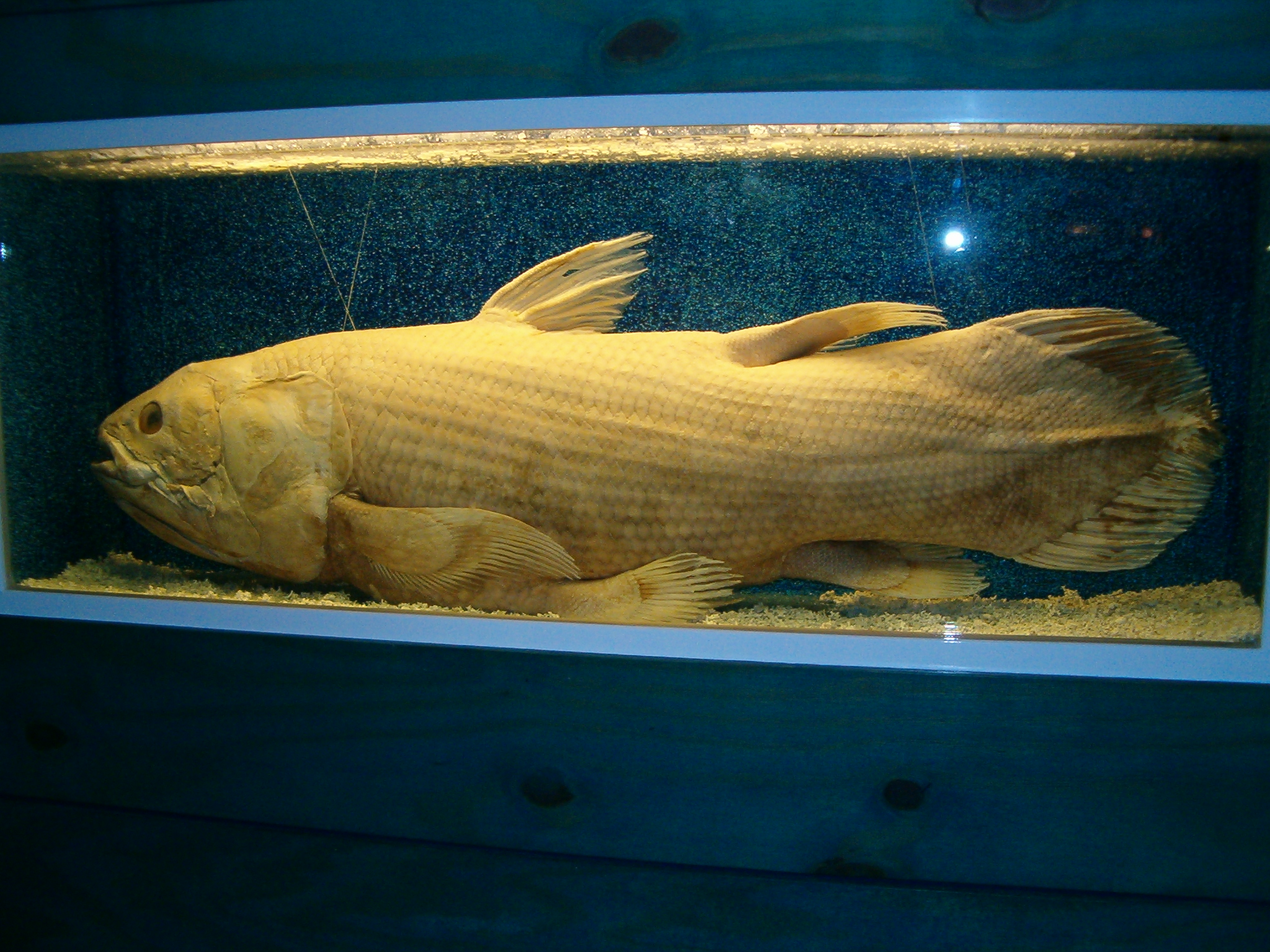
Coelacant op sterk water in het Visserijmuseum te Concarneau, Bretagne

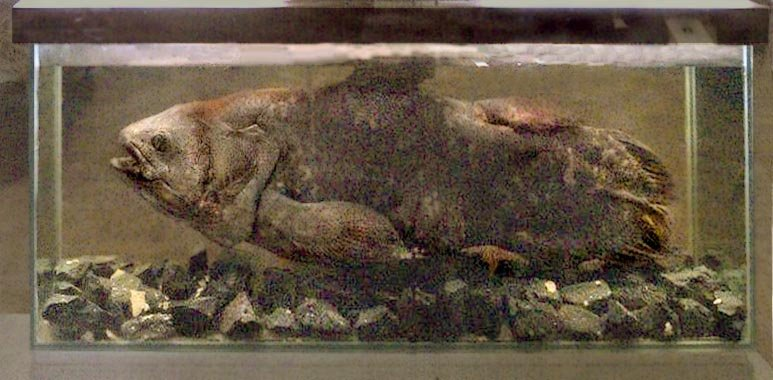
Exemplaar in het KMMA (zijkant)

Vergeleken met de meeste fossiele coelacanten is Latimeria een grote vis, die tot circa 180 centimeter lang wordt.
Op de bovenkant van de kop bevindt zich een uniek, onbekend zintuig. Wat hierdoor wordt waargenomen is onbekend; een mogelijkheid is dat het een elektrisch orgaan betreft waarmee prooien worden opgespoord in het duister.

## Leefgebied
Behalve het eerste exemplaar, werden tot de jaren negentig alle latimeria's gevangen bij de Comoren, meer specifiek bij twee van de vier eilanden, Anjouan en Grande Comore. Veel wetenschappers vermoedden dat dit het enige hoofdvoorkomensgebied was, maar er werd ook gespeculeerd dat het verspreidingsgebied groter zou zijn, en dit slechts het enige deel van het gebied is waar op grotere diepte naar grotere vissen gevist wordt. In 1991 werd dit bevestigd door een vangst bij Mozambique en vanaf 1995 werden er latimeria's gevangen bij Madagaskar. In 2000 werden coelacanten gevonden bij de kust van Zuid-Afrika. Daarna zijn er ook populaties aangetroffen bij de kust van Tanzania en Kenia, zodat het erop lijkt dat langs de hele westelijke kust van de Indische Oceaan kleine groepjes leven.
Een tweede soort, Latimeria menadoensis werd in 1997 door Mark Erdmann en zijn vrouw Arnaz Mehta gefotografeerd op een vismarkt in Manado op Sulawesi. Toen het doordrong wat voor een ontdekking hij had gedaan, was de vis reeds opgegeten en restte alleen nog de foto. Met een foto van de vis benaderde Erdmann lokale vissers die hem raja laut ('koning der zee') noemen. In 1998 werd een nieuw exemplaar gevangen. Deze Aziatische soort is ongeveer vijf miljoen jaar geleden afgesplitst van de soort die rond Afrika wordt aangetroffen. De verbreiding ervan is nog onduidelijk.

## Leefwijze
De meeste vangsten zijn gedaan op een diepte van circa 200 meter, maar ook hier is onbekend hoe representatief die zijn. Mogelijk leven de coelacanten net als sommige van hun mogelijke prooidieren overdag in dieper water, en komen ze alleen 's nachts omhoog naar deze diepten. Met de duikboot Geo is bij de Comoren waargenomen dat de dieren daar zich overdag meestal in grotten schuilhouden. Latimeria heeft een zeer lage stofwisseling, neemt maar langzaam zuurstof op uit het water en sterft bij hogere temperaturen.
De jachtmethode van Latimeria is onbekend, maar men vermoedt dat ze rustig rondzwemmen tot een prooi voldoende dichtbij komt, en dan met een korte spurt toeslaan. Een typisch gedrag betreft het op de kop gaan zwemmen, wellicht om het elektrisch orgaan de prooi beter te doen waarnemen.
Er wordt vermoed dat coelacanten tot honderd jaar oud kunnen worden.

## Zeldzaamheid

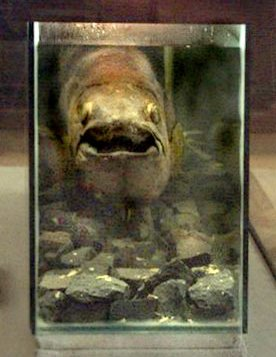
Exemplaar in het KMMA (voorkant)

Het is onbekend hoeveel coelacanten voorkomen. Vangsten zijn zeldzaam, wereldwijd werden minstens 318 gevangen exemplaren geregistreerd (2011). Of dit op werkelijke zeldzaamheid duidt, of dat ze slechts gevangen worden in een klein deel van het leefgebied (bijvoorbeeld doordat ze normaal in dieper water leven), is onbekend. Ondanks deze onduidelijkheid zijn er al beschermingsmaatregelen genomen: de particuliere handel in gevangen dieren is verboden. De hele populatie is weleens zo laag geschat als zeshonderd maar dat was voordat het veel grotere verbreidingsgebied bekend raakte.
In de Benelux bezit het Koninklijk Museum voor Midden-Afrika in Tervuren een exemplaar. In het Natuurhistorisch Museum van Doornik en in het Museum voor Dierkunde Auguste Lameere in Elsene staat een coelacant tentoongesteld. Ook het museum Naturalis in Leiden beschikt over een exemplaar op sterk water, maar stelt dat niet tentoon. Het Museum voor Dierkunde Auguste Lameere bezit een exemplaar dat in 1981 werd gevangen. Het Teylers Museum in Haarlem ten slotte heeft enkele fossielen in de collectie, evenals het zoölogisch instituut in Leuven.

## Voortplanting
Coelacanten zijn ovovivipaar, dat wil zeggen dat de, in dit geval zeer grote, eieren in het lichaam van het vrouwtje bevrucht en uitgebroed worden. Hoe de paring plaatsvindt, is onduidelijk. De voortplantingssnelheid is door de levendbarende methode erg langzaam wat een hoofdreden was de soort als bedreigd te beschouwen. Vrouwelijke dieren zouden pas op hun 50e vruchtbaar zijn en de dracht van de eieren zou zo'n vijf jaar duren. Mannelijke dieren zijn vruchtbaar tussen hun 40e en zestigste levensjaar.

## Geslachten
- † Holophagus
- Latimeria
- † Libys
- † Macropoma
- † Macropomoides
- † Megacoelacanthus
- † Swenzia
- † Undina

## De coelacant in de poëzie
Na de ontdekking van de tweede coelacant in 1952 verklaarde ichtyoloog J.L.B. Smith: "ik geneer me er niet voor dat ik, na alle moeite en spanning, weende". De Nederlandse dichter Gerrit Achterberg vond hierin aanleiding dit gegeven te gebruiken in het sonnet Ichthyologie met als openingsregels:
Er is in zee een coelacant gevonden,
de missing link tussen twee vissen in.
De vinder weende van verwondering.